# Strike Fleet
Strike Fleet, scritto anche Strikefleet e a volte sottotitolato The Naval Task Force Simulator o Marine-Simulator, è un videogioco di simulazione di guerra navale moderna pubblicato nel 1987 per Apple II e Commodore 64, nel 1988 per MS-DOS e nel 1991 per Amiga e Atari ST dalla Electronic Arts. È simile al precedente PHM Pegasus, realizzato dagli stessi sviluppatori principali, ma arricchito sotto vari aspetti, tra cui la possibilità di controllare contemporaneamente una flotta di molte navi differenti.

## Modalità di gioco
Il giocatore comanda una flotta della marina statunitense o britannica e può affrontare, in qualsiasi ordine, missioni predefinite ambientate in quattro scenari: Golfo Persico contro l'Iran, Malvine contro l'Argentina, nord Atlantico e Mar di Norvegia in un'ipotetica terza guerra mondiale contro i sovietici. Nelle versioni originali a 8 bit sono disponibili 10 missioni di difficoltà crescente, di cui quelle contro i sovietici affrontabili anche come campagna sequenziale. Le versioni a 16 bit hanno ulteriori missioni, per un totale di 12 in quella DOS e 14 in quelle Amiga/ST.
Prima della missione si può comporre in vario modo la propria flotta, spendendo una quantità limitata di punti per ottenere navi di varie classi realmente esistenti e scegliendo quale sarà l'ammiraglia. A seconda della missione selezionata si può arrivare ad avere fino a 16 navi, che possono comprendere cacciatorpediniere, fregate, incrociatori e veloci PHM. Alcune unità maggiori hanno elicotteri da esplorazione imbarcati. L'armamento è composto da missili antinave, antisommergibile e antiaerei, siluri antisommergibile e cannoni multiuso a più corto raggio. Il nemico può essere dotato di navi e armamenti simili, ma anche di sottomarini, aerei da attacco e, nel Golfo Persico, motoscafi leggeri.
Quando si dà il via all'azione si passa al Command Information Centre, una schermata con la mappa zoomabile di tutto lo scenario e con un menù per assegnare rotte automatiche e per dare ordini di base a tutte le unità. Si può spostare l'intera flotta insieme all'ammiraglia o distaccare delle task force autonome.
In ogni momento si può passare alla schermata del ponte di comando dell'unità selezionata, dove avviene la maggior parte dell'azione. Si può cambiare istantaneamente ponte di comando da una nave all'altra o anche agli elicotteri in volo. La fascia orizzontale centrale della schermata mostra la visuale in prima persona sul mare, influenzata dal moto ondoso e dall'ora del giorno. Sotto di essa c'è un'ampia area piena di strumenti, comandi e indicatori, tra cui un display commutabile tra radar e sonar, regolabili come attivi o passivi a diverse portate. Gli oggetti individuati dagli strumenti, siano essi unità amiche o nemiche o missili in volo, si possono selezionare per far comparire nella fascia superiore dello schermo una visuale binoculare sul bersaglio e informazioni sulla sua posizione e traiettoria. Contro l'avversario inquadrato si possono lanciare le varie armi disponibili, a puntamento automatico; per i cannoni c'è anche l'opzione per il puntamento manuale con mirino, all'interno della visuale binoculare.
L'interfaccia è solo in inglese e oltre all'uso di menù a cursore è basata su funzioni accessibili da molti tasti differenti. Solo le versioni Amiga e Atari ST introdussero anche l'uso del mouse; sebbene uscite anni dopo le altre, non hanno altre innovazioni notevoli. Lo scorrere del tempo in missione può essere accelerato fino a 128 volte e si può salvare la partita su disco.